# Вільсандійський маяк
Вільсанді́йський мая́к (ест. Vilsandi tuletorn) — навігаційна споруда в Естонії, розташована на острові Вільсанді. Збудована 1809 року, наразі залишається найстарішим маяком повіту Сааремаа. Діючий навігаційний об'єкт, визнаний пам'яткою культури національного значення. Є однією з головних туристичних атракцій у національному парку Вільсанді, в межах якого знаходиться.

## Історія
Після перемоги у Великій Північній війні цар вирішив укріпити західні кордони Російської імперії, до складу якої на той час входила Естонія. 1803 року надійшло розпорядження збудувати маяк на західному березі острова Сааремаа, однак з практичних міркувань це було незручно. Так само не підійшли для майбутньої споруди і скелясті ґрунти ненаселеного на той час острова Лооналайд. Через ці причини маяк спорудили на Суур-Вільсанді, який згодом став складовою частиною сучасного острова Вільсанді. На вибір цього місця вплинула населеність острова та наявність поста берегової охорони, який діяв тут з 1787 року.
Спорудження першої вежі завершили 1809 року, а вже наступного звели другу за 150 м на північ від основної. Втім ця башта завалилась через низьку якість будівництва, поховавши під руїнами дванадцятьох людей. На її місці спорудили нову дерев'яну башту, яку знесли 1840 року. Основна кам'яна вежа зазнала двох надбудов: 1817 року її висоту збільшили до семи поверхів загальною висотою 110 футів, а після Кримської війни підвищили ще на 21 м. Лампа маяка була підсилена увігнутими дзеркалами, що відбивали світло.

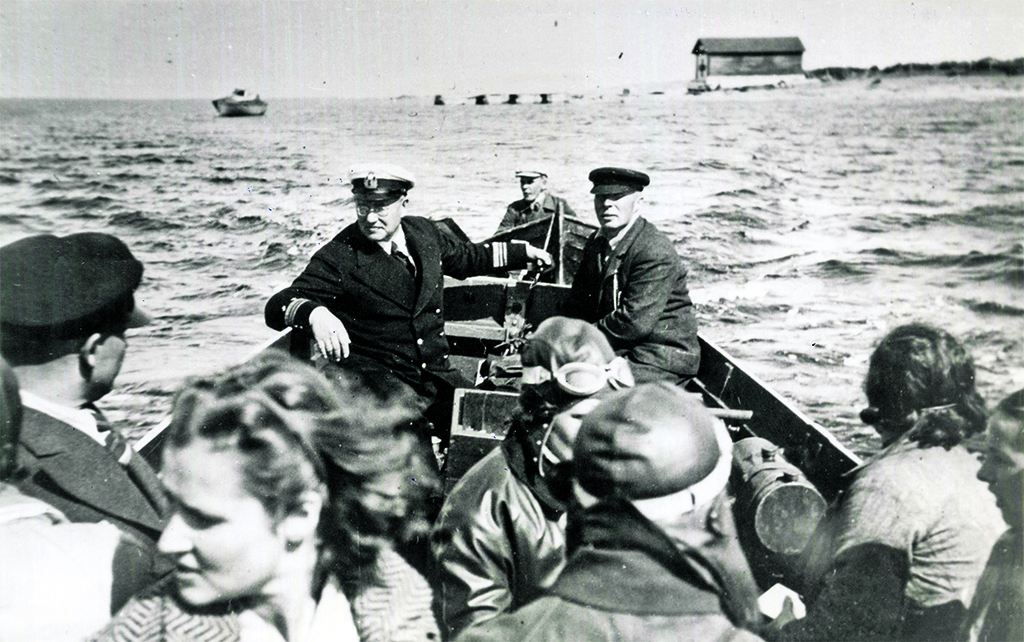
Артур Тоом поблизу Вільсандійського маяка 1 січня 1939 року. Позаду видно елінг рятувальної станції, який зберігся дотепер.

Після завершення робіт у 1870 році наглядачем маяка став Михайло Сидоров. Крім нього споруду обслуговували ще п'ять службовців, включно з молодшим офіцером. Однак найвідомішим наглядачем в історії Вільсандійського маяка залишився Артур Тоом, який працював на острові з 1910 по 1940 рік. Тоом захоплювався птахами і задля охорони їхніх гнізд орендував шість островів Вайка поблизу маяка. Вони створили ядро першого в Балтійських країнах природного заказника, який згодом збільшився до сучасного національного парку Вільсанді.

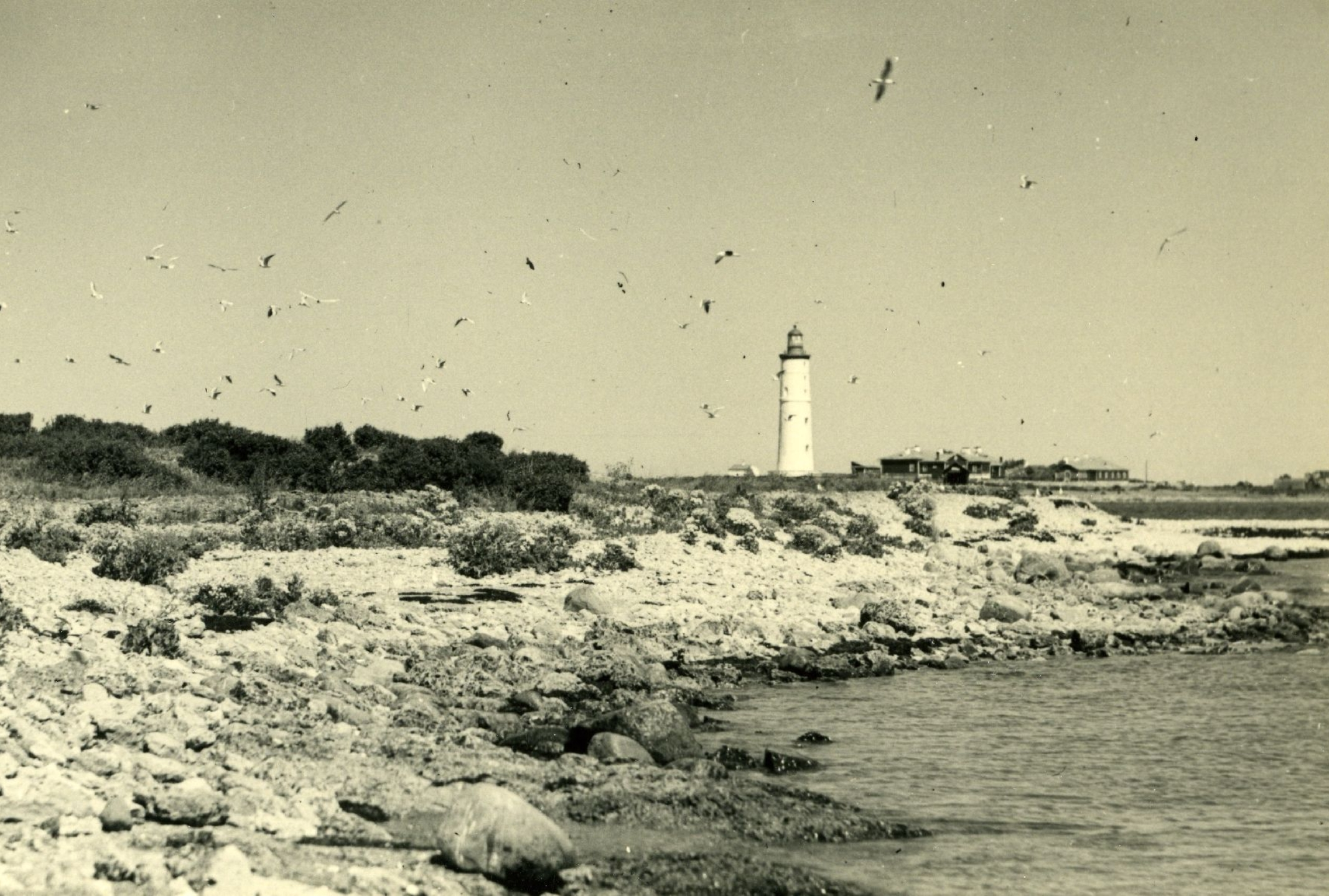
Вільсандійський маяк у період 1930—1939 років.

До 1925 року комплекс супутніх споруд Вільсандійського маяка налічував вже 12 будівель. Основними з-поміж них були будинок наглядача, будинок для прислуги (казарми), сауна і дерев'яний елінг Вільсандійської рятувальної станції (обидва зведені 1874 року), льох (датують 1893 роком), кам'яний склад для палива, загорожа для тварин, колодязь, вимірювач сили і напрямку вітру. 1937 року до цього ансамблю додали ще один будинок для туристів, проте він був знесений 1973 року. Після Другої світової війни терени Естонії відійшли СРСР, а острів Вільсанді опинився на західному кордоні країни. Через це перед командою, що обслуговувала маяк, постали нові задачі. За радянської доби до комплексу споруд додали ще один корпус для персоналу, станцію з генераторами, оглядову вежу прикордонної охорони, а увесь архітектурний комплекс оточили насадженнями хвойних дерев. У 1957 році відбувся останній капітальний ремонт цього навігаційного об'єкту. До теперішнього часу ансамбль його споруд дійшов у незмінному вигляді, тільки насадження дерев не збереглися. 2004 року весь архітектурний комплекс оголошено національною пам'яткою культури. Наразі будівлі Вільсандійського маяка належать різним власникам: сам маяк підпорядкований Морській адміністрації Естонії, будинок наглядача і кам'яний сарай — Естонському інституту метеорології та гідрології, інші будівлі — приватним особам. Технічний стан пам'ятки визнано незадовільним.

## Опис

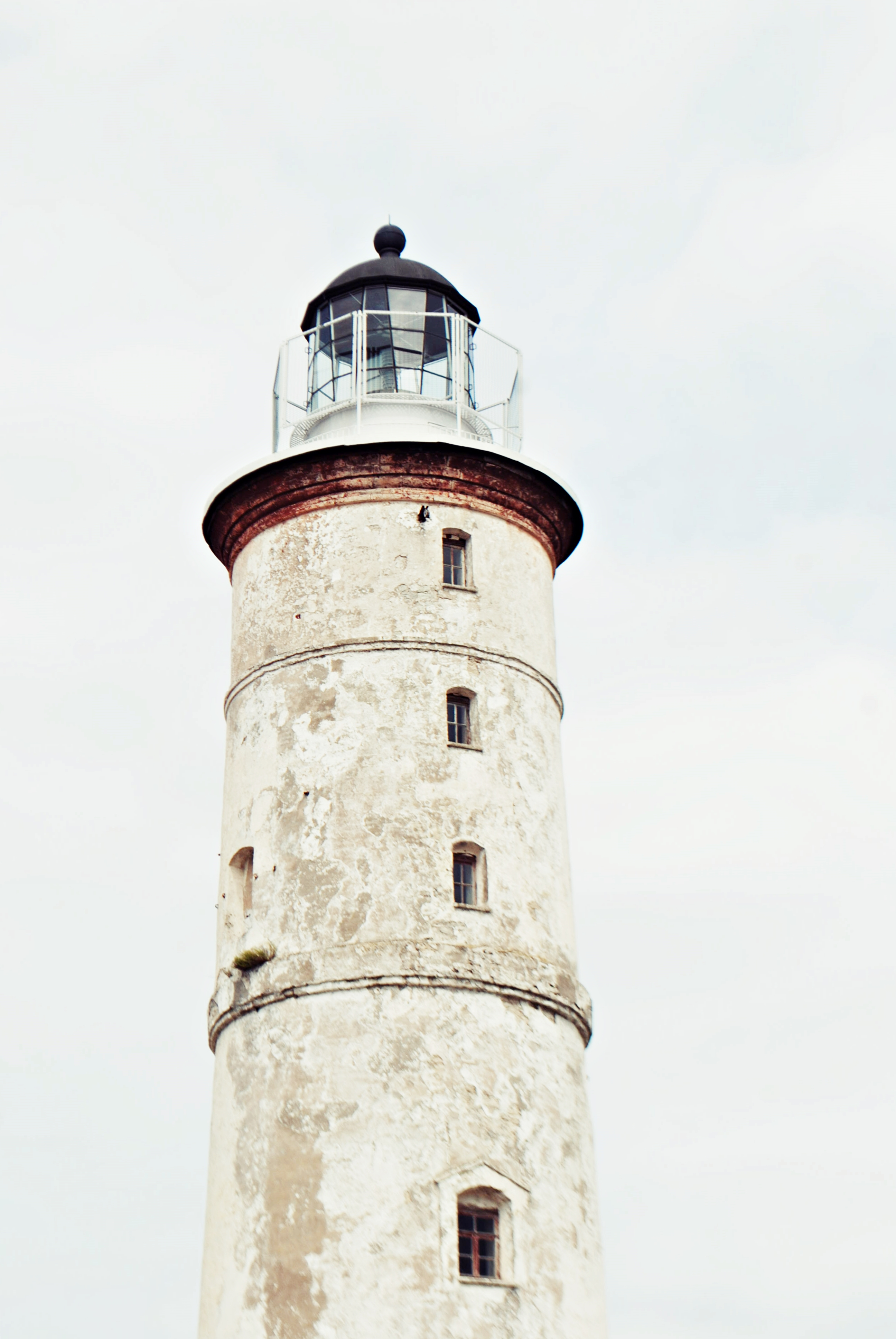
Верхня частина Вільсандійського маяка (ліхтар) станом на 2014 рік.

Вільсандійський маяк являє собою конічну кам'яну вежу заввишки 37 м, зведену на низькій круглій основі. Оскільки її побудова відбувалась у декілька етапів, то на фасаді маяка можна помітити два карнизи: перший над п'ятим поверхом і другий над сьомим. Вежа пофарбована в білий колір, а дах над її лампою — в тьмяно-червоний. У башті прорубана низка вікон, розмір яких поступово зменшується від нижчих до вищих поверхів. Ліхтар (приміщення з освітлювальними приборами) засклений. Маяк оснащений електричною лампою з рефлекторами. Загальна висота Вільсандійського маяка над рівнем моря становить 40 м. Відстань, на якій можна побачити його світло, дорівнює 12 морським милям.
До архітектурного комплексу Вільсандійського маяка належать історичні споруди, кожна з яких визнана окремою пам'яткою культури. Це будинок наглядача маяка, будинок прислуги, елінг рятувальної станції, сауна, паливний склад, кам'яний льох, дерев'яний і кам'яний сараї, генераторна станція, нова кам'яниця. Окремим об'єктом охорони і пам'яткою архітектури визнано фундамент другої башти Вільсандійського маяка, яка до сьогодні не збереглася.
Крім них туристи можуть оглянути поблизу Вільсандійського маяка найстарішу в Естонії метеорологічну станцію, що виникла на місці вимірювальних приладів, якими колись користувався наглядач; сучасну комплексну станцію моніторингу, на якій відслідковують забруднення повітря; старовинні культурні ландшафти острова Вільсанді (пасовища, кам'яні огорожі, покинуті млини тощо), відпочити серед незайманої природи (поблизу є пляж). Дістатися маяка можна пішки, скориставшись позначеними туристичними стежками національного парку Вільсанді, літньої пори від острова Вільсанді мілинами можна дійти і до сусідніх островів Сааремаа і Весілоо. Сам маяк як діючий навігаційний об'єкт для сторонніх відвідувачів закритий.

Геоморфологічні форми і об'єкти національного парку Вільсанді
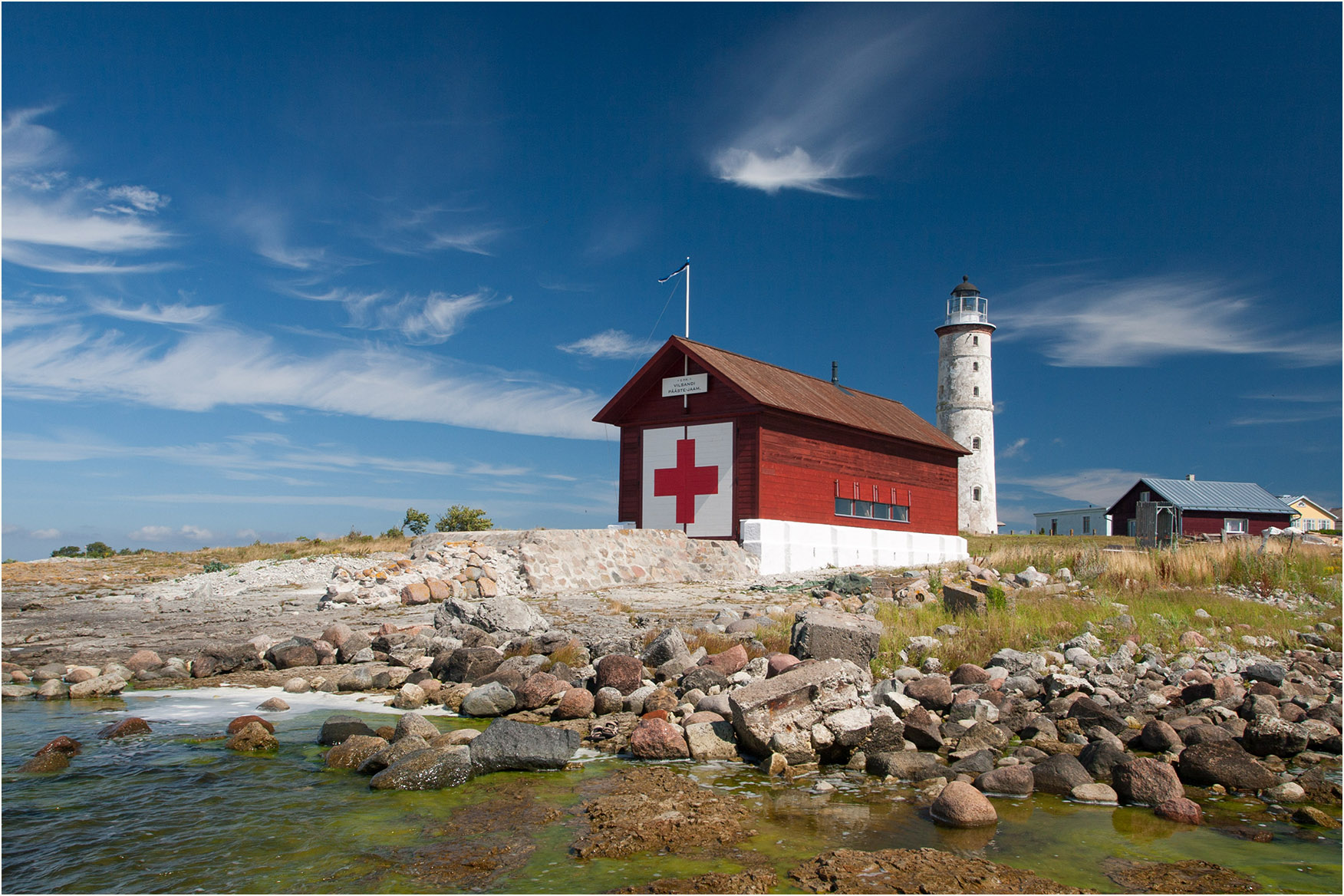
Вільсандійська рятувальна станція
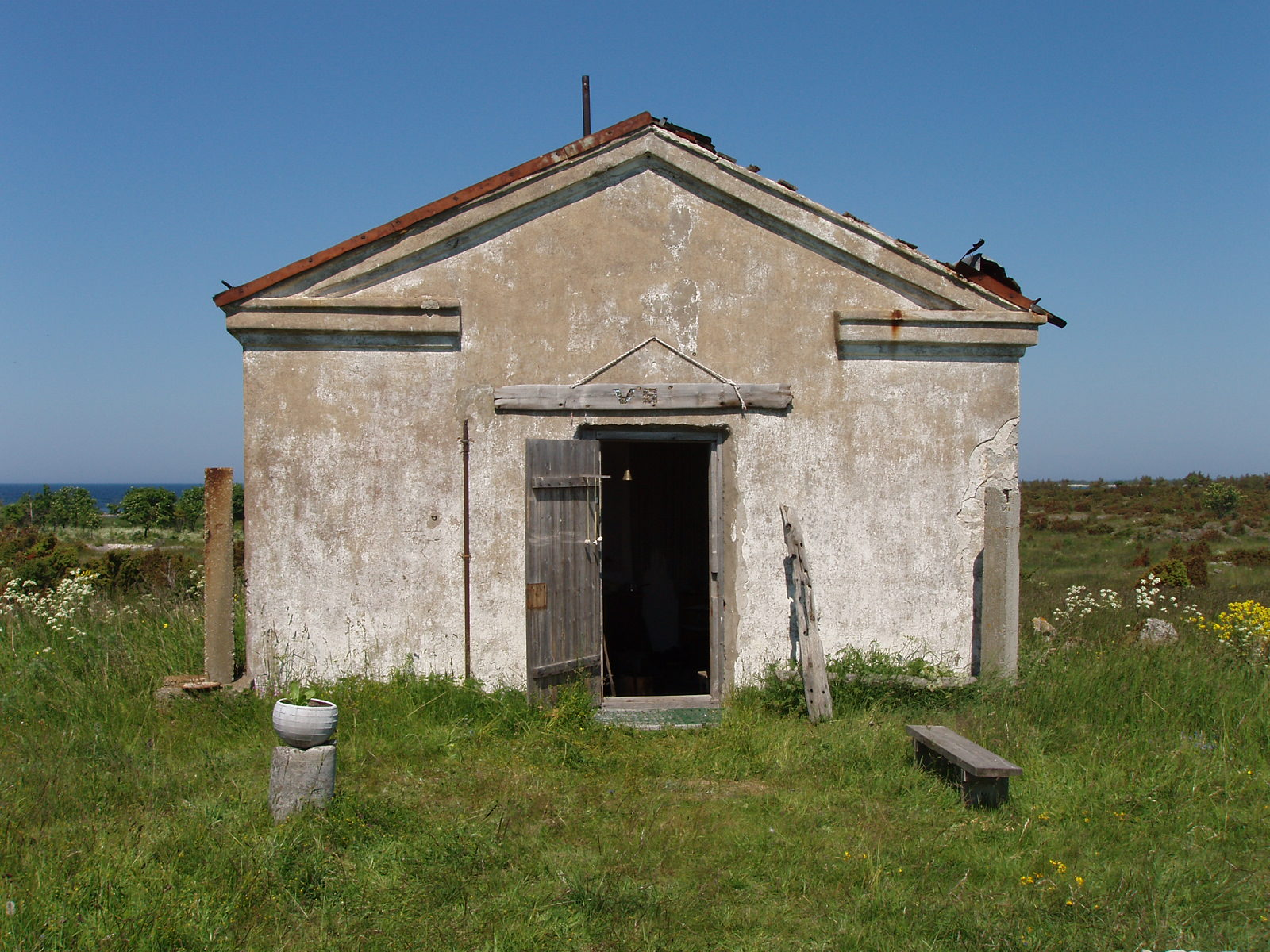
Паливний склад
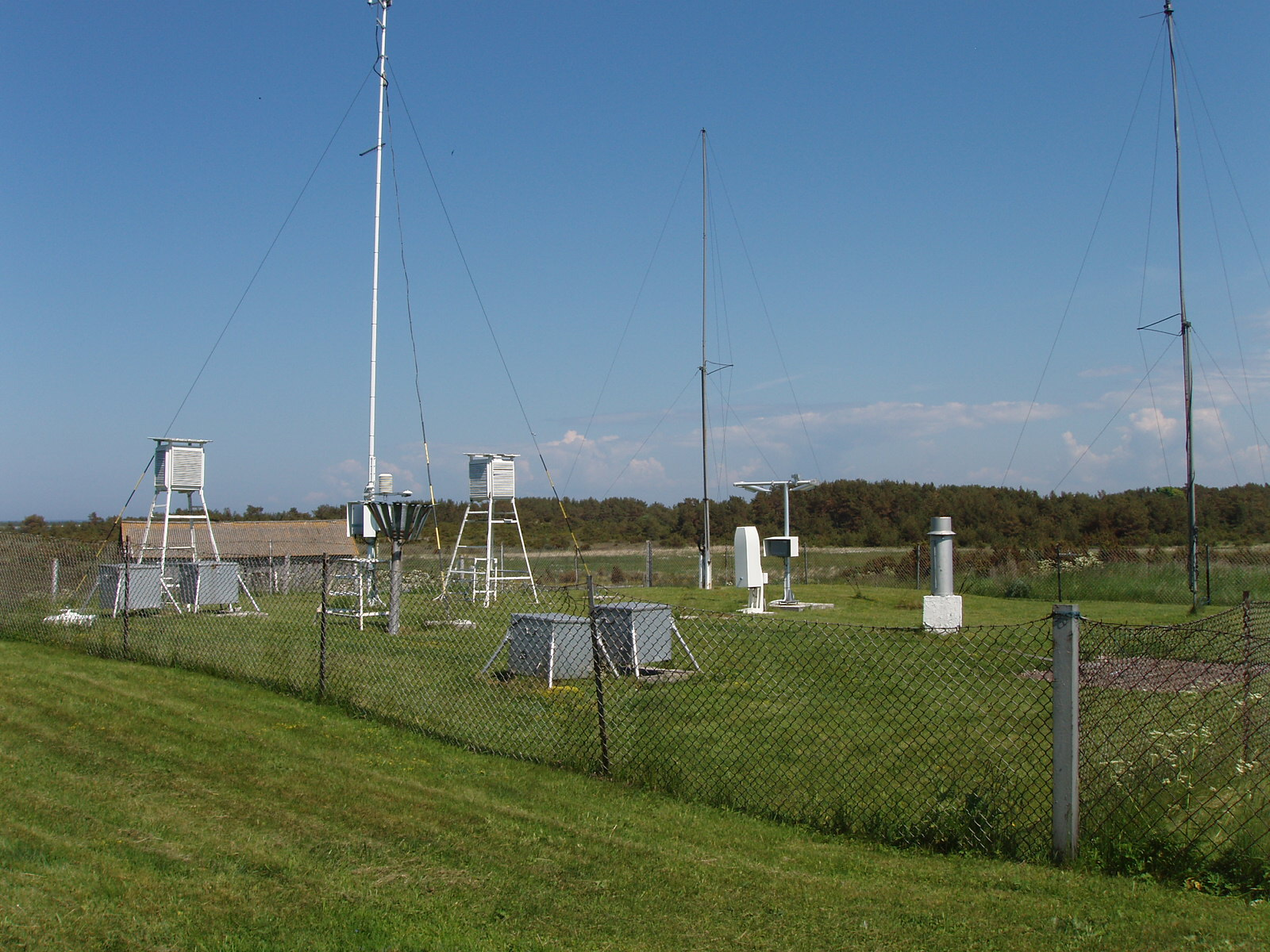
Метеостанція поблизу маяка
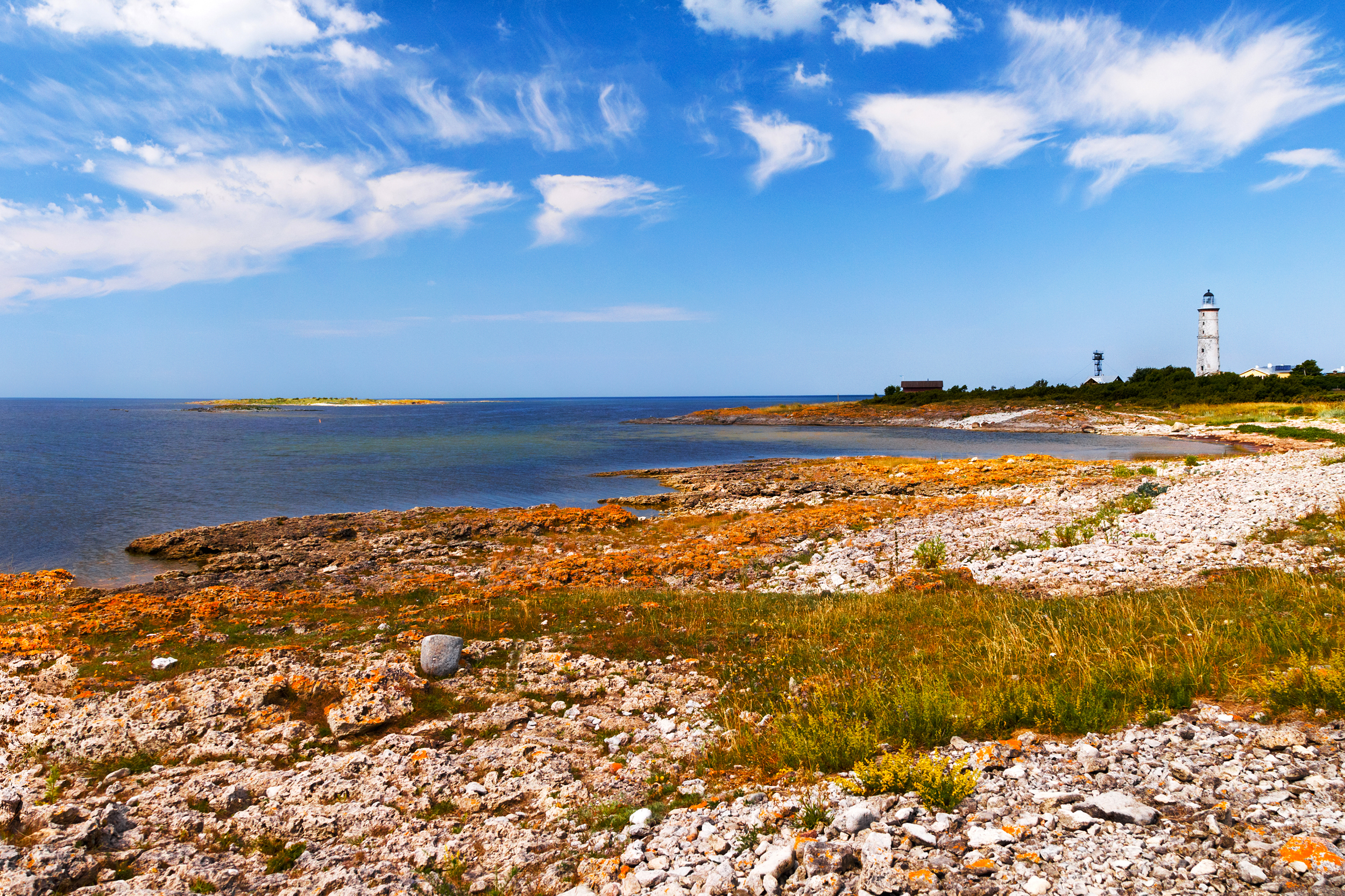
Краєвид прилеглого узбережжя